# تأثير الطماطم
تأثير الطماطم (بالإنجليزية: Tomato effect)‏ هو مصطلح وصفه جيمس غودوين لأول مرة وعرفه بأنه عندما يتم تجاهل أو رفض علاج فعال لمرض معين لأنه "غير منطقي" في ضوء النظريات المقبولة لآلية المرض والتفاعل الدوائي، بطريقة أخرى عندما يكون دواء ما فعالًا في مرضٍ ما دون وجود رابط ما بين الدواء وآليات المرض.
اشتق اسم هذا التأثير من أن الطماطم كانت مرفوضة كمصدر للغذاء من قبل معظم الأميركيين الشماليين حتى نهاية القرن التاسع عشر، لأن الاعتقاد السائد في ذلك الوقت كان أنها كانت سامة.

## أمثلة
أصبحت الطماطم طعامًا أساسيًا في أوروبا بحلول عام 1560، وتم تجنبها في أمريكا الشمالية حيث اعتبرت سامة حتى عشرينيات القرن التاسع عشر. وبالمثل، تم تجاهل مستخلص لحاء شجرة الصفصاف لتوفير الراحة من الألم والحمى، ولم يتم وصف هذا العلاج للمرضى حتى أواخر القرن التاسع عشر مع الإنتاج التجاري للساليسيلات (المعروف أيضًا باسم الأسبرين) أن هذا العلاج كان يوصف للمرضى.
في عام 1753، ثبت أن الإسقربوط يمكن معالجته بعصير الليمون. على الرغم من هذه المعرفة، فقد اعتبرت اختلالًا في الفكاهة حتى منتصف القرن التاسع عشر.